# 格施泰格

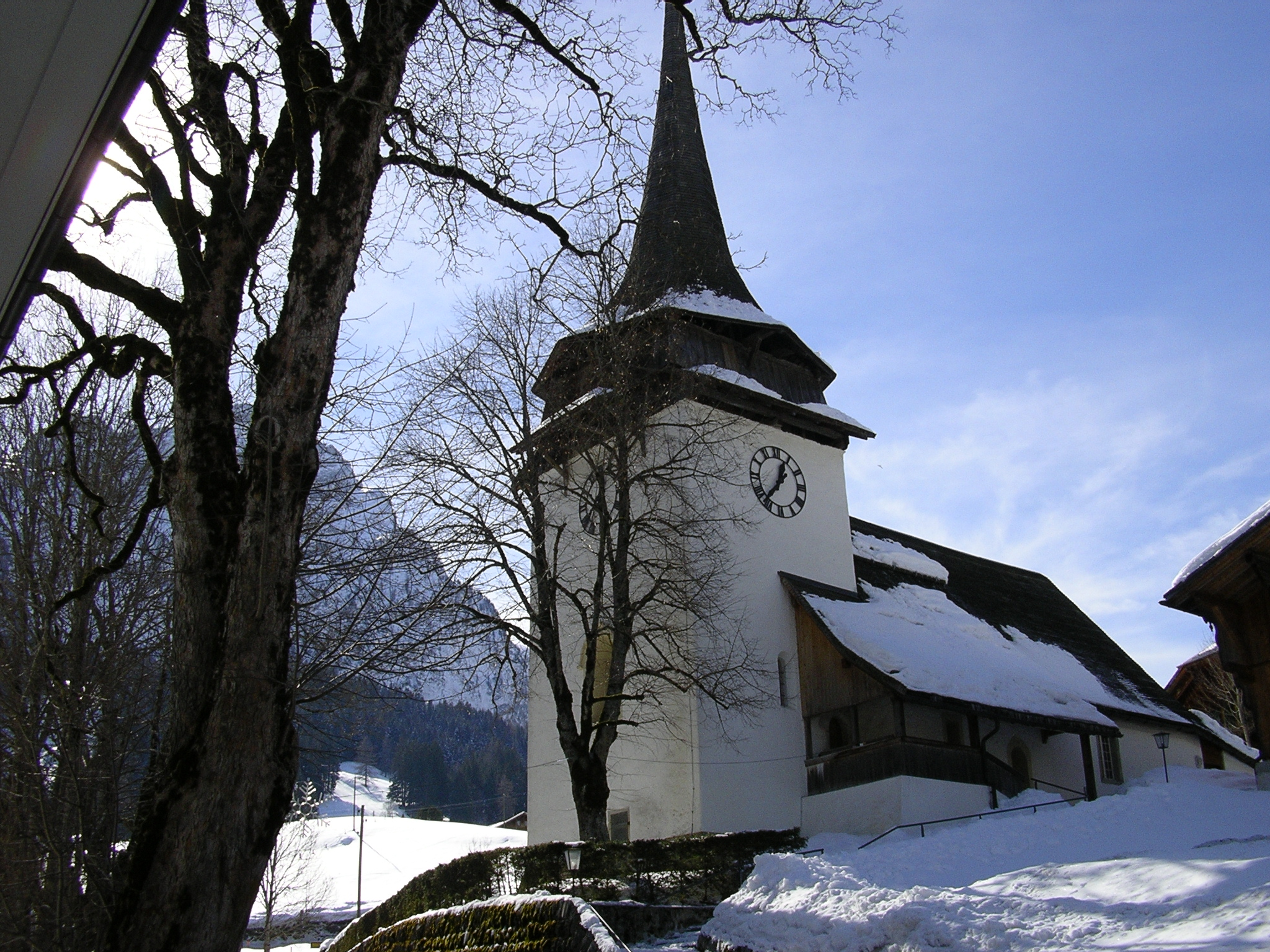

格施泰格（德语：Gesteig）是瑞士的城鎮，位於該國中西部，由伯恩州負責管轄，面積62.44平方公里，四成土地是農業用地，海拔高度1,184米，2011年人口970，人口密度每平方公里16人。

## 外部連結
- Official website （页面存档备份，存于） （德文）